# Observatorio Mujeres Ciencia e Innovación
El Observatorio Mujeres, Ciencia e Innovación (OMCI) para la Igualdad de Género es un órgano colegiado interministerial de España creado el 23 de noviembre de 2018 a propuesta del Ministerio de Ciencia, Innovación y Universidades que tiene como objetivo avanzar en la igualdad en el ámbito de ciencia, tecnología e innovación. Fue constituido en enero de 2019. Entre sus objetivos se encuentran la formación en igualdad y la elaboración de protocolos para la prevención y protección frente al acoso sexual en universidades y OPIs. 

## Objetivos
Los objetivos del OMCI son "romper el techo de cristal" de ellas y garantizar la igualdad de oportunidades en los ámbitos de investigación, innovación y la Universidad en España.
- Realizar un seguimiento de las actuaciones de los Departamentos Ministeriales, las Administraciones Públicas y, en general de todos los actores del sistema español de ciencia, tecnología e innovación, en materia de prevención y lucha contra el acoso laboral y el acoso sexual y por razón de sexo en el trabajo, incluyendo la violencia de género.
- Evaluar el impacto de las políticas y medidas de igualdad de género, la situación de las mujeres y la actuación de los agentes públicos en el sistema español de ciencia, tecnología e innovación; y formulará recomendaciones y propuestas para mejorar la situación de las mujeres y proponer la adopción de medidas y la realización de actuaciones para la igualdad de género, incluidas las de acción positiva.
- Realizar un diagnóstico fiable y válido sobre los avances en la igualdad de oportunidades entre mujeres y hombres y, en consecuencia, evaluar las políticas planeadas con este fin en el ámbito de la ciencia y la innovación tecnológica, Permitirá, asimismo, disponer de información para adoptar las medidas adecuadas para combatir cualquier discriminación por razón de sexo, garantizar la igualdad de oportunidades, y aumentar la presencia de las mujeres en todos los ámbitos de la vida científica, tecnológica y universitaria.
- Aumentar los estudios y políticas de género para conseguir la igualdad en todo el sistema español de i+d+i".  Impulsar medidas para que en los proyectos de investigación se tenga cuenta el tiempo de maternidad y conciliación entre la vida familiar y profesional.
- Promover la contratación y presencia de mujeres en los tribunales de selección.  Promover el valor de la vocación científica de las niñas para que "todas las mujeres estén en la misma igualdad de acceso.

## Datos
La presencia de mujeres en la universidad es ya mayor que la de los hombres, y no solo en España sino en general en todo el mundo. Pero a lo largo de sus carreras profesionales, las mujeres abandonan sus carreras académicas, y cuanto más alto el nivel de los puestos de trabajo y responsabilidades menor es la presencia de mujeres.
- En el curso 2016-17, las mujeres ocuparon tan solo el 21 % de las cátedras de Universidad en España.[2]
- Existe un 24 % de mujeres entre el personal investigador de Ingeniería y Tecnología en universidad y un 36 % en el área de Ciencias Naturales de los OPIs (Organismos Públicos de Investigación).[2]

## Estructura
El Observatorio está presidido por Ángeles Heras, secretaria de Estado de Universidades, Investigación, Desarrollo e Innovación, a quien corresponde la función de promoción de las políticas de igualdad, no discriminación y accesibilidad universal en el ámbito científico, así como el fomento de la participación de las mujeres en el ámbito universitario, investigador e innovador en un plano de igualdad.
Las vicepresidencias del OMCI corresponden a las personas del Ministerio de Ciencia, Innovación y Universidades titulares de la Subsecretaría de Ciencia, Innovación y Universidades, de la Secretaría General de Universidades y de la Secretaría General de Coordinación de Política Científica. El Observatorio contará, además, con representación, a nivel de director/a general, de otros ocho Ministerios: Presidencia, Relaciones con las Cortes e Igualdad; Defensa; Trabajo, Migraciones y Seguridad Social; Sanidad, Consumo y Bienestar Social; Educación y Formación Profesional; Ministerio de Industria, Comercio y Turismo; Economía y Empresa; y Agricultura, Pesca y Alimentación.